# Сіролютка руда
Сіролютка руда (Sympecma fusca) — вид бабок родини люток (Lestidae).

## Поширення
Вид поширений в Центральній і Південній Європі, Західній Азії та Північній Африці. В Україні досить поширений у південних областях, рідше на заході. Сіролютку руду можна знайти у всіх типах стоячих вод, у тому числі солоноватих.

## Опис
Крила довжиною 20-22 мм. Тіло струнке, черевце довжиною 27-29 мм. Основне забарвлення від світло-бежевого до коричневого кольору.